# Canton de Plélan-le-Petit
Le canton de Plélan-le-Petit est une ancienne division administrative française, située dans le département des Côtes-d'Armor et la région Bretagne.

## Composition
Le canton de Plélan-le-Petit regroupait les communes suivantes :
- La Landec ;
- Languédias ;
- Plélan-le-Petit ;
- Plorec-sur-Arguenon ;
- Saint-Maudez ;
- Saint-Méloir-des-Bois ;
- Saint-Michel-de-Plélan ;
- Trébédan ;
- Vildé-Guingalan.

## Démographie
| 1962  | 1968  | 1975  | 1982  | 1990  | 1999  | 2006  | 2011  | 2012  |
| ----- | ----- | ----- | ----- | ----- | ----- | ----- | ----- | ----- |
| 4 329 | 4 345 | 4 370 | 4 781 | 4 880 | 4 736 | 5 403 | 5 856 | 5 950 |

## Histoire
De 1833 à 1848, les cantons de Plancoët et de Plélan-le-Petit avaient le même conseiller général. Le nombre de conseillers généraux par département était limité à 30.

## Représentation

### Conseillers généraux de 1833 à 2015
| Période                            | Identité                                               | Parti           | Qualité |
| ---------------------------------- | ------------------------------------------------------ | --------------- | --- |
| 1833-1839                          | Yves Moucet                                            |                 | Notaire, propriétaire, maire de Plancoët (1818-1830)                                                           |
| 1839-1848                          | Marie-Ange Rioust de Largentaye                        | Légitimiste     | Propriétaire, maire de Saint-Lormel Député (1849-1851)                                                         |
| 1848-1852                          | Vicomte Hippolyte-Louis de Lorgeril                    | Légitimiste     | Propriétaire, maire de Trébédan                                                                                |
| 1852-1865                          | Henri de Querhoënt (1805-1880)                         |                 | Ancien élève de l'Ecole royale spéciale militaire de Saint-Cyr Propriétaire au Hinglé maire de Plélan-le-Petit |
| 1865-1895                          | Henry Auguste Gagon                                    | Bonapartiste    | Président du Tribunal civil de Saint-Brieuc                                                                    |
| 1895-1911 (décès)                  | Comte Henri de Lorgeril (fils d'Hippolyte de Lorgeril) | Droite          | Propriétaire à Trébédan                                                                                        |
| 1911-1913                          | Louis Larère                                           | Conservateur    | Avocat Sénateur (1912-1921) Maire de Plélan-le-Petit                                                           |
| 1913-1940                          | Joseph-Marie Béthuel                                   | Rad.            | Entrepreneur Adjoint au Maire de Plélan-le-Petit                                                               |
|                                    |                                                        |                 | |
| 1945-1955                          | Albert Charpentier (1899-1959)                         | SFIO            | Charron-cultivateur Maire de Languédias (1925-1926 et 1933-1959)                                               |
| 1955-1961                          | Joseph Lefort                                          | app.SFIO        | Huissier, ancien conseiller d'arrondissement Maire de Plélan-le-Petit                                          |
| 1961-1979                          | Comte Alain Guyot d'Asnières de Salins                 | DVD puis UDF-PR | Agriculteur Maire de Trébédan Vice-Président du Conseil Général                                                |
| 1979-2011                          | Prosper Besnard                                        | PS puis DVG     | Agriculteur Maire de Plélan-le-Petit (1983-2008)                                                               |
| 2011-2015                          | Pascale Guilcher                                       | DVG             | Ancienne infirmière Adjointe au maire de Plélan-le-Petit                                                       |
| Source : ministère de l'Intérieur. |                                                        |                 | |

### Conseillers d'arrondissement (de 1833 à 1940)
| Période                                  | Période      | Identité                           | Étiquette    | Qualité |
| ---------------------------------------- | ------------ | ---------------------------------- | ------------ | --- |
| 1833                                     | 1836 (décès) | Jean Matthieu Roquelin (1791-1836) |              | Médecin à Plélan-le-Petit                                                                                   |
| 1836                                     | 1842         | Louis-François Bigeon              |              | Médecin des épidémies à Dinan                                                                               |
| 1842                                     | 1848         | Théodore de Saint-Méloir           |              | Propriétaire à Saint-Samson-sur-Rance                                                                       |
|                                          |              |                                    |              | |
| av.1856                                  | 1871         | Amateur Frélaut du Cours           |              | Propriétaire, maire de Trébédan                                                                             |
| 1871                                     |              | M. de La Bégassière                |              | Propriétaire à Trébédan                                                                                     |
|                                          |              |                                    |              | |
| 1904                                     | 1911         | Louis Larère                       | Conservateur | Avocat, maire de Plélan-le-Petit                                                                            |
| 1911                                     | 1919         | Joseph Hamon                       | Radical      | Maire de Vildé-Guingalan                                                                                    |
| 1919                                     | 1928         | Yves Bernard de La Gâtinais        | Conservateur | Maire de Saint-Maudez                                                                                       |
| 1928                                     | 1938 (décès) | Francis Merdrignac                 | Radical      | Cultivateur, maire de Saint-Michel-de-Plélan                                                                |
| 1938                                     | 1940         | Joseph Lefort                      | Rad.soc.     | Huissier de justice, maire de Plélan-le-Petit                                                               |
| 1940                                     |              |                                    |              | Les conseils d'arrondissement ont été suspendus par la loi du 12 octobre 1940 et n'ont jamais été réactivés |
| Les données manquantes sont à compléter. |              |                                    |              | |